# من و تو (فیلم ۲۰۰۴)
«من و تو» (انگلیسی: Hum Tum) فیلمی هندی در سبک کمدی رمانتیک و موزیکال است که در سال ۲۰۰۴ منتشر شد. بازیگران اصلی این فیلم سیف علی خان و رانی موکرجی هستند.

## بازیگران
- سیف علی خان
- رانی موکرجی
- کیرون کهیر
- ریشی کاپور
- آبیشک باچان
- ایشا کوپیکار